# Palo Negro (paroisse civile)
Pour les articles homonymes, voir Palo Negro.
Palo Negro est l'une des deux paroisses civiles de la municipalité de Libertador dans l'État d'Aragua au Venezuela. Sa capitale est Palo Negro. Sa population s'élève à 100 732 habitants.

## Géographie

### Transports
La majorité du territoire de la paroisse est occupé par la base militaire aérienne de Libertador.

### Démographie
Hormis sa capitale Palo Negro divisée en quartiers dont l'Urbanización La Croquera, la paroisse civile possède plusieurs autres établissements de population, notamment le Parcelamiento San Luis et celui de la base militaire aérienne de Libertador nommé Urbanización « Base Aerea el Libertador », ou BAEL.